# Psaliodes catenifera
Psaliodes catenifera är en fjärilsart som beskrevs av W. Warren 1907. Psaliodes catenifera ingår i släktet Psaliodes och familjen mätare. Inga underarter finns listade i Catalogue of Life.